# Ganhaizi
Ganhaizi (kinesiska: 干海子乡, 干海子) är en socken i Kina. Den ligger i provinsen Sichuan, i den sydvästra delen av landet, omkring 470 kilometer söder om provinshuvudstaden Chengdu. Antalet invånare är 2 822. Befolkningen består av 1 238 kvinnor och 1 584 män. Barn under 15 år utgör 27,0 %, vuxna 15-64 år 60 %, och äldre över 65 år 12,0 %.
Genomsnittlig årsnederbörd är 914 millimeter. Den regnigaste månaden är juni, med i genomsnitt 196 mm nederbörd, och den torraste är januari, med 10 mm nederbörd.